# Artmajeur
Artmajeur is een online kunstgalerie gevestigd in Montpellier, Frankrijk en opgericht in het jaar 2000.

## Geschiedenis
Artmajeur werd in 2000 opgericht door Yann Sarazin en Samuel Charmetant, die destijds studenten in de computerwetenschappen waren aan de Universiteit van Montpellier. Het platform brengt ieder kwartaal een kunsttijdschrift uit en is actief in de deelname aan internationale kunstbeurzen.
In 2015 lanceerde Artmajeur een virtuele galerie, die een 3D-visualisatie van de beroemde Place Vendôme in Parijs tentoonstelt.
Tijdens de COVID-19-lockdown promootte Artmajeur actief de #ArtistSupportPledge-campagne op sociale media om kunstenaars te ondersteunen.
In 2021 is Samuel Charmetant benoemd tot Ridder in de Ordre national du Mérite van Frankrijk vanwege zijn rol bij de oprichting van het platform.

## Artiesten
Artmajeur presenteert kunstenaars uit meer dan 200 landen en is toegankelijk in meerdere talen, waaronder het Chinees en Russisch.
Het platform biedt een podium voor zowel opkomende talenten als gevestigde bekende artiesten, waaronder:
- Shepart Fairey (gehoorzamen)
- Salvador Dalí[11]
- Takashi Murakami[12]
- Reginald Gray
- David Gerstein,
- Leonid Afremov[13]
- Jean Humbert Salvoldeli[14]